# Halász István (építész, 1950)
Halász István (Szeged, 1950. szeptember 8. –) magyar építész, országgyűlési képviselő. A Józsefvárosi Vagyonkezelő Kft. műszaki igazgatója, az FKGP parlamenti frakciójának szaktanácsadója. A Monopoly csoport tagja.

## Életpályája

### Iskolái
1970–1975 között a Budapesti Műszaki és Gazdaságtudományi Egyetem Építőmérnöki Karán tanult.

### Pályafutása
1975–1977 között a Fémmunkás Vállalat tervezőmérnöke volt. 1977–1979 között a MÁV Tervező Intézet tervezőmérnökeként dolgozott. 1980–1981 között a Szolnoki Városi Tanács főépítésze volt. 1981–1984 között az Agrober vezető tervezője volt. 1984–1986 között a Szolnok Megyei Tanács Építőipari Vállalat vezető tervezőjeként tevékenykedett. 1986–1987 között egy építész-tervező gazdasági munkaközösségben dolgozott. 1988–1990 között a tiszaföldvári Lenin Termelőszövetkezet vezető tervezője volt. 1994-től építőipari vállalkozó.
Tervezett gyógyszertárakat, üzemeket, lakóépületeket, stb.

### Politikai pályafutása
1988–1993 között a Magyar Demokrata Fórum szolnoki városi szervezetének alapító tagja volt, de 1993-ban kilépett. 1990–1992 között az Állami Számvevőszék szervezetének és működésének felülvizsgálatát végző ad-hoc bizottság tagja volt. 1990–1994 között országgyűlési képviselő (Szolnok; 1990–1993: MDF; 1993–1994: Független) volt. 1990–1994 között az Alkotmányügyi, törvényelőkészítő és igazságügyi bizottság tagja volt. 1993–1994 között a Magyar Igazság nemzetpolitikai csoport ügyvivője volt. 1993–1998 között a Magyar Piacpárt elnökségi tagja volt. 1994-ben és 2002-ben országgyűlési képviselőjelölt volt. 2001 óta a MIÉP tagja.

## Családja
Szülei: Halász János és Tóth Lenke. 1976-ban házasságot kötött Kozma Eszterrel, de később elváltak. Egy lányuk született: Zsófia (1977).